# Université technologique du Michigan
L'université technologique du Michigan (en anglais : Michigan Technological University) est une université américaine située à Houghton dans le Michigan.

## Source
- (en) Cet article est partiellement ou en totalité issu de l’article de Wikipédia en anglais intitulé « Michigan Technological University » (voir la liste des auteurs).